# Eiconaxius demani
Eiconaxius demani är en kräftdjursart som beskrevs av Sakai 1992. Eiconaxius demani ingår i släktet Eiconaxius och familjen Axiidae. Inga underarter finns listade i Catalogue of Life.